# 釜ヶ崎 (テレビドラマ)
『釜ヶ崎』（かまがさき）は、朝日放送（ABC）の制作により、1961年11月5日の13時15分 - 14時45分にTBS系列『ナショナル日曜観劇会』で放映された、単発のテレビドラマ。松下電器（現：パナソニック）の一社提供。

## 概要
1961年の夏（8月1日 - 5日）に起こった第一次西成暴動を中心に据え、釜ヶ崎に住む様々な人々の人間模様を生き生きと描いたドラマ。
文部省主催の第16回芸術祭（現：文化庁芸術祭）における、テレビドラマ部門の芸術祭賞（現在の「大賞」）二席の受賞作品である。このドラマは生放送であったが、この芸術祭への参加のために、数年前に同局の前身である大阪テレビ放送が日本で初めて導入した、当時としては非常に高価だった放送用2インチVTRで保存されることが企画当初から決定されていた。
この作品は大阪を舞台とした作品を終生描写し続けた脚本作家茂木草介によるオリジナル脚本である。出演者も、当時の大阪製作のテレビ・映画・舞台で活躍していた俳優たちが中心となって出演しており、黎明期から青春期に至る大阪製作の古典ドラマ史上貴重な作品として語られ続けている。
撮影と発信は大阪市北区堂島浜1-3-1にあったABC局舎内のスタジオで行われ、舞台となった「釜ヶ崎周辺の町並み」、「土手」、「居酒屋」、「デモの場所となる広場」などのセットがスタジオ内に再現された。
また、主演に本拠地を東京(劇団新派)に移して当時数年だった関西新劇界(青猫座)出身のベテラン俳優金田龍之介を迎え、後に活躍の場を東京に移行させた飯沼慧、園佳也子、悪役の映画俳優として名を馳せる直前の遠藤辰雄など、関西在住・出身の多くの俳優たちの若々しい演技を見ることができる。
放送枠は90分だが現存するドラマ自体が100分の長さだという。
先述したとおり、映像は放映後半世紀を経た現在でも現存されており、横浜市にある放送ライブラリーで無料で視聴することができる。ここに保存されている映像は、芸術祭賞受賞を記念した再放送であり、冒頭では『ナショナル日曜観劇会』司会の泉大助の紹介による、芸術祭賞授賞式の映像や、松下電器のインフォマーシャルも収録されている。ただし、エンディングロールの後半部分がマスターテープの劣化により欠損している。

## あらすじ
1961年（昭和36年）8月1日から5日にかけ、釜ヶ崎の日雇労働者の老人が交通事故に遭った際、通報で現場に駆けつけた西成署員が即死と断定。派出所前の歩道に遺体を放置したまま20分も現場検証を続けたのちに近くの病院へ収容したことに対し、周りの労働者たちが自然発生的な集団となり、抗議し暴動に発展した事件が起きた。世に言われる『第一次西成暴動』である。
『労働者たちの投石などによる暴動を早急に制圧せんとすべし』
の使命を受けた大阪府警機動隊とのにらみ合いの続く中、その暴動の仲裁を買って出たひとりの男がいた。
彼は「鉢巻のはちやん」(金田)と仲間たちから呼ばれ、会社暮らしが嫌になり、何もかもを捨ててこの町にたどり着いた中年男性である。その男っぷりと朗らかさから、仲間たちから頼りにされる存在であった。
隊長（溝田）率いる警官隊に、はちやんは
「旦那方(警官隊)かて、そんなん、ワシらの言い分も聴かへんで、訳わからへんのに、上の命令(大阪府警本部長及び上層部)でただ制圧するモヤッとした気持ちはわかりまっけれど、ワシらの意見も聴いて欲しいもんですわ…」
のひとことで、警官隊も労働者たちも一応納得してその日の暴動は一旦収束した。
その風景をぼんやりと見つめていたお父ちゃん(飯沼)の一家は、代々この町に根付いているせいか、この生活は自分の親もこうして自分を育ててくれたので普通だと思っている。職を転々と変え、先日、ようやく慣れた仕事にもあぶれてしまい、内職を結婚以来続けている妻のおかあちゃん(中畑)と息子(遠山)を早く仕事を見つけて、せめて人並みの仕事がしたいという望みのジレンマに押しつぶされそうで今日も安酒を煽るのであった。
息子は、生まれ育ったこの街を愛しているのだが、
「いつかこの町を出て行きたい」
と語る、結婚まで考えている幼馴染である恋人(柿木)の言葉に気が気ではない…。
人々の混沌とした苦悩の中に、この町で暮らし、希望を常に失わず、命を輝かして生きている世代の異なる人々にスポットを当てた社会派群像劇である。

## スタッフ
- 演出：吉田智也
- 作：茂木草介
- 制作：松本昇三

## キャスト
- はちやん：金田龍之介
- おとうちゃん：飯沼慧
- おかあちゃん：中畑道子
- 息子：遠山二郎
- 息子の恋人：柿木汰嘉子
- 機動隊長：溝田繁
- 実存主義者：北村英三
- 酒場の従業員：園佳也子
- 若い労務者：遠藤辰雄、国田栄弥、波田久夫
- 屑拾いのおっちゃん：北見唯一

ほか